# Šalgočka
Šalgočka és un poble i municipi d'Eslovàquia que es troba a la regió de Trnava, a l'oest del país. El 2023 tenia 470 habitants.

## Història
La primera menció escrita de la vila es remunta al 1248.

## Demografia
| Godina             | 1994 | 2004    | 2014   | 2024   |
| ------------------ | ---- | ------- | ------ | ------ |
| Nombre de persones | 381  | 444     | 456    | 472    |
| Diferència         |      | +16,53% | +2,70% | +3,50% |

| Godina             | 2023 | 2024   |
| ------------------ | ---- | ------ |
| Nombre de persones | 470  | 472    |
| Diferència         |      | +0,42% |